# Распоповић
Распоповић је српско и црногорско презиме, настало од распоп („бивши свештеник“). Познате особе са овим презименом су:
- Саво Распоповић, вођа црногорске гериле
- Милан Распоповић, професор српског језика